# Евмен Александрийский
Евмен Александрийский (греч. Ευμένης της Αλεξάνδρειας; I век — 18 мая 131) — епископ (Патриарх) Александрийский, занимавший пост на протяжении 10 лет в период с 131 по 141 года.
Патриарх сменил Юста на посту второго декана Александрийской богословской школы. Также Евмен занял пост патриарха Александрийского после смерти Юстуса в 131 году.
Резиденцией патриарха во время его правления оставался Коптский православный Собор Святого Марка.